# Vångjärten
Vångjärten är en sjö i Torsby kommun i Värmland och ingår i Göta älvs huvudavrinningsområde. Sjöns area är 0,026 kvadratkilometer och den befinner sig 301 meter över havet.